# 봉구스밥버거
봉구스밥버거(법인명: 주식회사 부자이웃)는 2013년 설립된 밥버거 업체이다. 오봉구(본명 오세린)가 경기도 수원시 동원고등학교와 동우여자고등학교 앞에서 주먹밥 노점상을 하면서 시작되었다.
2013년 5월 경기도 수원시에서 주식회사 부자이웃으로 법인설립이 되었다.

## 사건사고
창업주인 오세린은 주먹밥을 변형시킨 밥버거를 만들어 정식으로 가게를 열고 대성공을 거두면서 '청년성공신화'의 상징으로 주목 받았으나, 2017년 마약 투약 혐의로 논란의 중심에 섰고 2018년 10월에는 가게를 네네치킨에 매각하였다.
- 봉구스밥버거 가맹점주의 친족이 설립한 쉐프밥버거와 법적 분쟁이 인 적이 있다.[4]

- 17.08.22 sbs 뉴스보도에 따르면 마약(필로폰/엑스터시)을 투여한 사실로 집행유예를 선고받았다. 오세린이 버거 페이스북 페이지에 사과문을 올렸으나, 많은 이들이 뽕구스밥버거, 마약밥버거 등의 별칭을 붙이며 비난하였다.

- 가맹점주들과 채무 문제를 해결하지 않고 회사 매각을 일방적으로 통보했다는 논란이 있다.[5]

## 인수
네네치킨이 봉구스밥버거를 인수했다. 주식회사 부자이웃이 프랜차이즈를 운영하는 것은 변함 없으며 소유권이 네네치킨으로 넘어갔다.

## 수상
- 매일경제 주최 2015 100대 프렌차이즈 선정
- 중소기업청, 소상공인진흥공단 주관 2014년 동반성장 우수기업 선정[6]
- 한국일보 2014 대한민국 서비스만족대상
- 대한민국 2013 대표우수기업 인증

## 같이 보기
- 밥버거
- 네네치킨

## 본점 및 지점 현황
- 본점: 서울특별시 도봉구 노해로 391, 6층 1호 (창동, 네네빌딩)
- 주식회사 부자이웃 물류: 서울특별시 도봉구 노해로 391, 6층 2호 (창동, 네네빌딩)